# Ladislav III., hrvatsko-ugarski kralj
Ladislav III. (mađ. III. László) (1199. – 7. svibnja 1205.), hrvatsko-ugarski kralj (1204. – 1205.) iz dinastije Arpadovića.
Kralj Emerik se 1198. godine vjenčao Konstancom, kćeri aragonskog kralja Alfonsa II. Godine 1201. rodio mu se sin Ladislav. Kako je kralj bio u zavadi s bratom Andrijom, a zdravlje mu je bilo sve lošije, odlučio je 1204. godine okruniti sina za kralja. 
Smatrao je da će mu tako sačuvati krunu. Za ugarskog kralja krunio ga je kaločki nadbiskup Ivan, jer je Ostrogonska biskupija bila upražnjena. Tom je prilikom splitski nadbiskup Bernard okrunio Ladislava za hrvatskog kralja. 
Emerik se uoči svoje smrti pomirio s bratom i imenovao ga ga skrbnikom svog maloljetnog sina, a ubrzo potom je umro. Kada je Andrija odbio prihvatiti dužnost skrbnika, te počeo uskraćivati prihode kraljici Konstanci, ona se nije više osjećala sigurno, pa je pobjegla sa sinom kraljem Ladislavom III. i krunom svetog Stjepana u Beč, k austrijskom vojvodi Leopoldu VI. No tu je iznenada umro, pa se Andrija izmirio s Konstancom i vojvodom Leopoldom, koji mu je vratio krunu. Kralj Ladislav III. pokopan je u Stolnom Biogradu. Zbog svoje mladosti nije mogao bitno utjecati na prilike u državi.
Ladislav III. je umro 7. svibnja 1205. godine, a nasljedio ga je stric Andrija II.